# Charles-Louis Hanssens
Charles-Louis Hanssens(Gant, 1777 - Brussel·les, 1852) fou un músic belga del romanticisme.
Fou director d'orquestra, i com a compositor se li deu l'òpera còmica Les Dots; les òperes Le sociétaire de Formentera; Alcibiade; La partie de tric-trac; misses solemnes, tres Te Deum, motets, etc.
Tenia un nebot amb el mateix nom Charles-Louis Hanssens que també era músic.